# 岩淵健
岩淵 健（いわぶち たけし、1976年12月3日 - ）は、日本の俳優。
千葉県松戸市出身。本名同じ。
1980年に劇団ひまわりに入団、最初子役として活動。1981年に映画『駅 STATION』にてデビュー。

## 主な出演作品

### 映画
- 駅 STATION（1981年、東宝） - 三上義高 役
- 花いちもんめ（1985年、東映） - 鷹野豊 役
- 玄海つれづれ節（1986年、東映） - マサル 役
- 少年時代（1990年、東宝） - 清 役

### テレビドラマ
- 火曜サスペンス劇場 （NTV）
  - 「暗い循環」（1982年）
  - 「狂った信号」（1984年）
- 影の軍団III 第13話「女相続人の秘密」（1982年、KTV）
- 同心暁蘭之介 第39話「黒い罠」（1982年、CX）
- 木曜ゴールデンドラマ （YTV）
  - 「わが子の条件 赤ちゃん取り違え事件」（1982年）
  - 「体の中を風が吹く」（1984年）
  - 「児童心理殺人事件」（1989年）
- おしん（1983年 - 1984年、NHK） - 八代圭 役
- 特捜最前線（1983年5月4日、テレビ朝日 / 東映）「パパの名は吉野竜次!」
- 月曜ドラマランド （CX）
  - 「ぐうたらママ」（1983年 - 1984年） - 偶山クズ夫 役
  - 「豆姫さま漫遊紀」（1984年）
- 別れていい友（1983年、CX）- 佐伯信一 役
- 愛ってなに（1985年、TBS）
- 家庭の問題（1987年、TBS）
- 3年B組金八先生 第3シリーズ（1988年、TBS） - 加藤敏治の弟 役
- 名奉行 遠山の金さん（ANB / 東映）
  - 第1シリーズ 第3話「引裂かれた妻の夢」（1988年） - 源太郎 役
  - 第6シリーズ 第16話「女金貸しの仇討ち」（1994年） - 佐吉 役
- 水曜グランドロマン「花と家族」（1989年、NTV）
- 世にも奇妙な物語「ゲームセンターの奇跡」（1990年8月30日、CX） - 矢持淳 役
- 渡る世間は鬼ばかり（1990年 - 2011年、TBS） - 野田武志 役

### 洋画吹き替え
- グーニーズ - ローレンス・コーエン[2]

### 舞台
- 階段の上の暗闇
- 渡る世間は鬼ばかり
- 初蕾